# غشوة حلزونية
غشوة حلزونية (الاسم العلمي:Ceropegia spiralis) هو نوع من النباتات يتبع جنس الغشوة من الفصيلة الدفلية.